# Chiesa di San Gaetano di Thiene (Taranto)
La chiesa di San Gaetano di Thiene è una chiesa di Taranto costruita alla fine del Settecento e crollata negli anni cinquanta del Novecento. Restaurata, fu destinata dall'amministrazione comunale a sede del centro culturale "Cantiere Maggese".
La chiesa si trova nel centro storico della città, in via Cava.

## Storia
Venne costruita nel 1797 come oratorio della Confraternita di san Gaetano di Thiene, in sostituzione della precedente chiesa di San Nicola subtus cavam, di epoca medievale e legata alla badia di San Pietro sull'omonima isola del Mar Grande, che era stata abbandonata. L'antica chiesa di san Nicola era frequentata quotidianamente da Cataldo Pontillo, padre di sant'Egidio Maria da Taranto e dallo stesso santo quando da ragazzo lavorava in una bottega dove si facevano le funi, che era nei pressi.
Negli anni 1950 a causa dell'incuria e abbandono anche la nuova chiesa crollò. Restaurata, fu destinata dall'amministrazione comunale a sede del centro culturale "Cantiere Maggese".

## Descrizione
L'edificio settecentesco era di piccole dimensioni (17 m di lunghezza e 6 m di larghezza). Ospitava tele seicentesche oggi conservate nella pinacoteca provinciale di Bari. Una lapide, tuttora conservata sulla facciata, ricordava la ricostruzione settecentesca.